# Ivet Ćurlin
Ivet Ćurlin (* 1969 in Split) ist eine kroatische Kuratorin.

## Leben und Werk
Ćurlin ist Mitglied des Kuratorinnenkollektivs What, How & for Whom/WHW, welches 1999 gegründet wurde. Ihr kuratorisches Interesse gilt hauptsächlich den Möglichkeiten der Selbstorganisation im Kontext der Gegenwartskunst, den Beziehungen von Kunst und sozialem Wandel, Fragen der Kollektivität, des Internationalismus, der Bildung und der kulturellen Geopolitik.
Von 2019 bis 2024 arbeitete sie mit Nataša Ilić und Sabina Sabolović zusammen als künstlerische Leiterin der Kunsthalle Wien. 2024 schloss sich für Ivet Ćurlin und Nataša Ilić ein Lehrauftrag an der Akademie der bildenden Künste Wien an. Gemeinsam sind Ivet Ćurlin, Natasa Ilic und Sabina Sabolovic im August 2024 zu den Leiterinnen der Skulptur Projekte 2027 in Münster ernannt worden.
Ivet Ćurlin lebt und arbeitet in Zagreb, Wien, Berlin und Münster.